# Prunus fruticosa
Prunus fruticosa es una especie de arbusto caducifolio perteneciente a la familia de las rosáceas. Se encuentra en Eurasia.

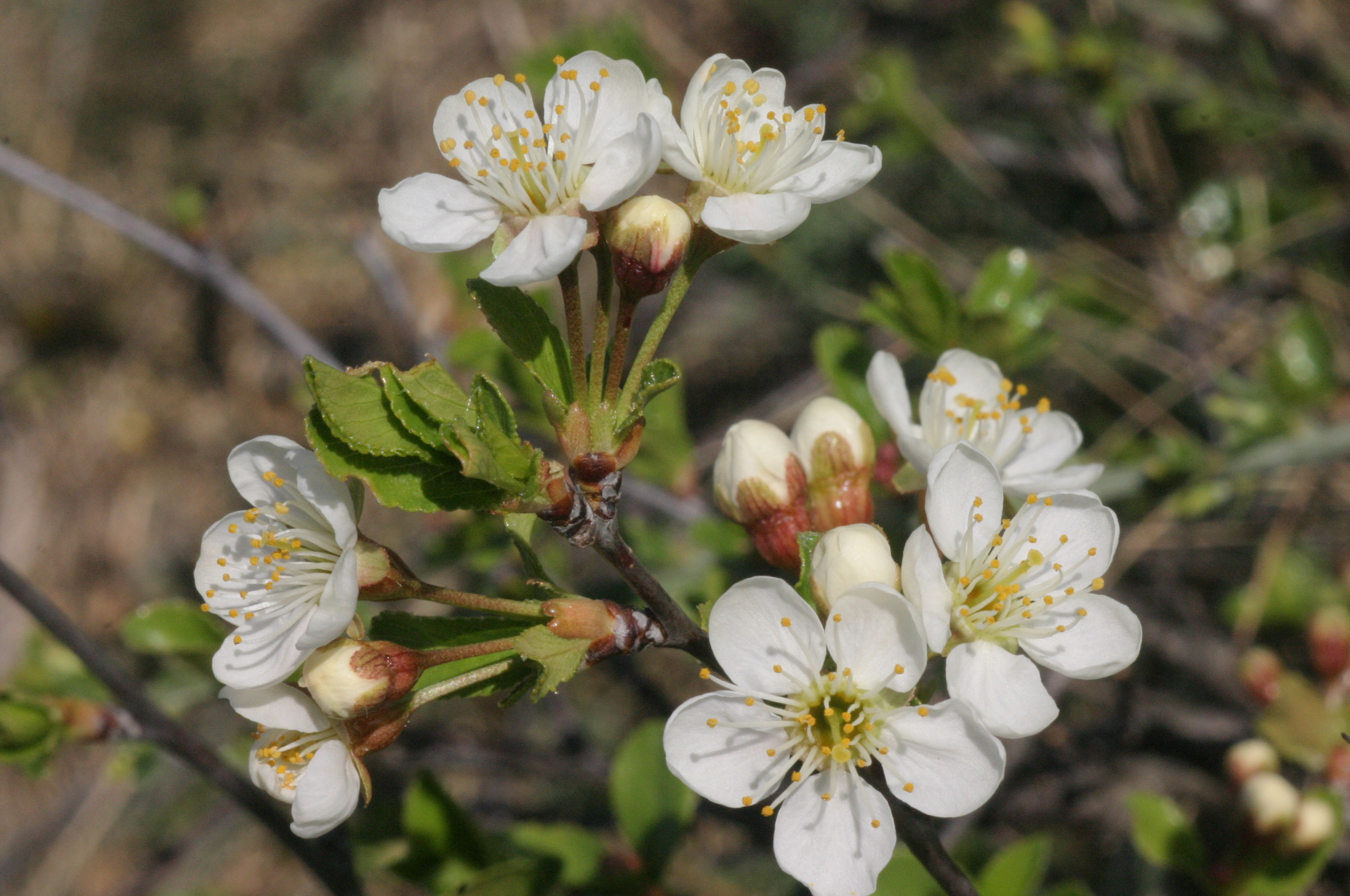
Flores.

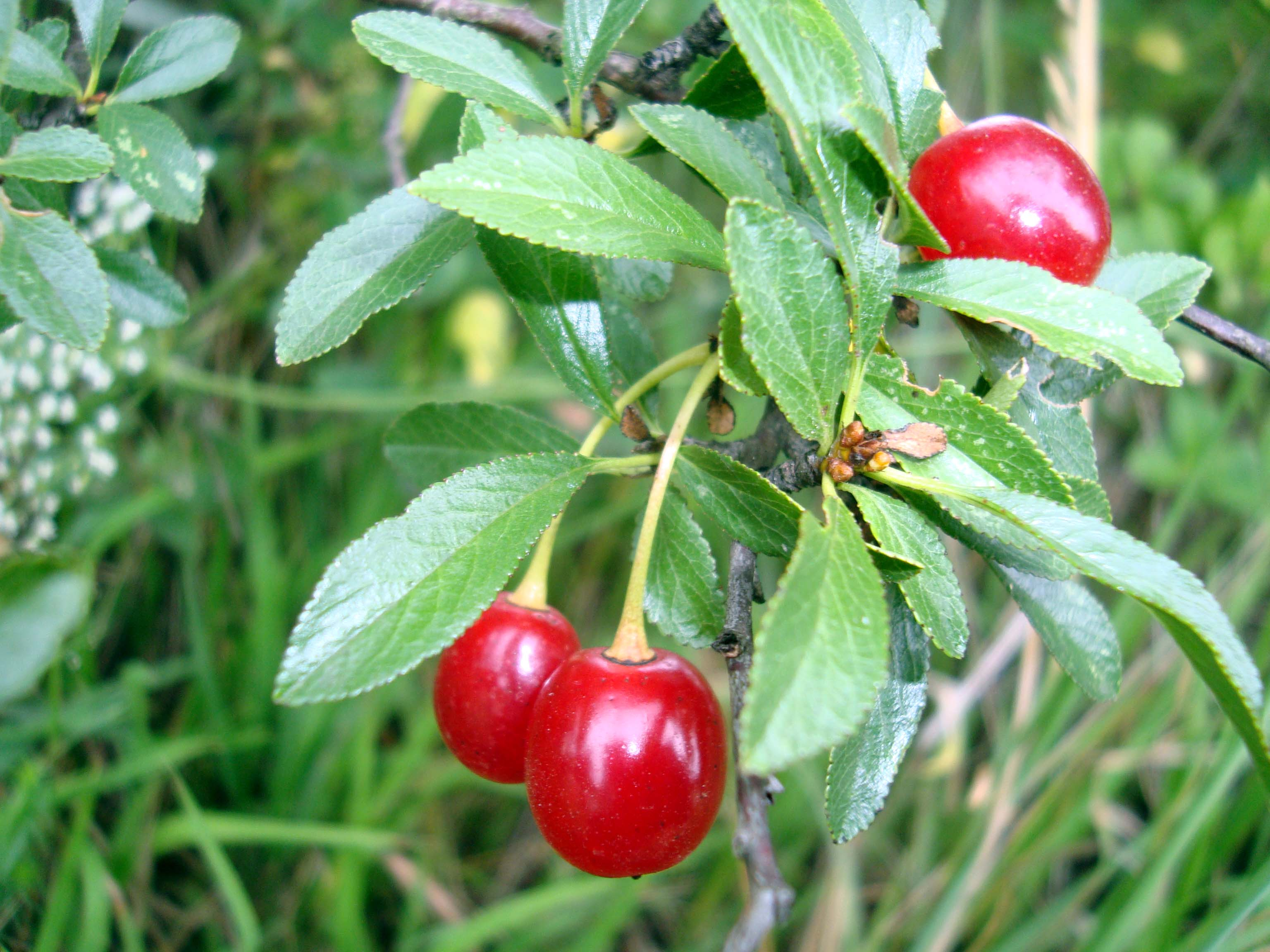
Frutos.

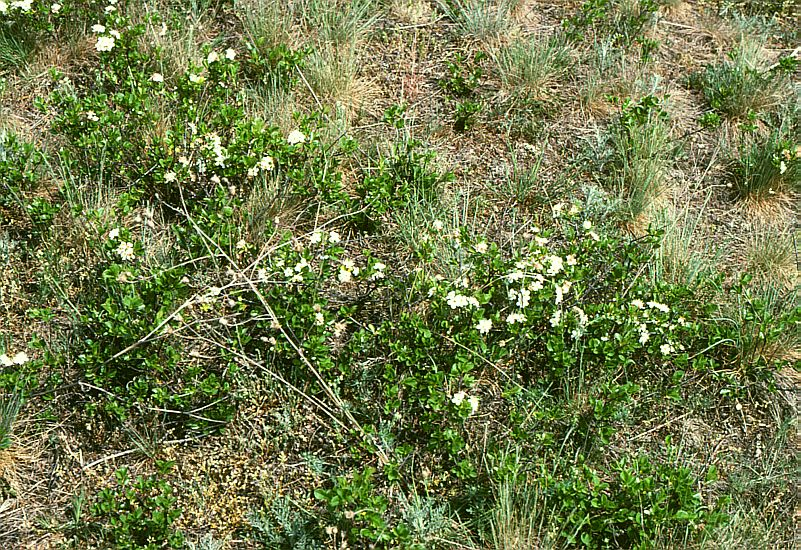
Vista de la planta.

## Descripción
Es un arbusto que alcanza un tamaño de 1-2 metros de alto y ancho, creciendo en casi cualquier suelo, pero mejor en un suelo arcilloso. Las raíces son abundantes. La planta requiere pleno sol, en la estepa en lugar de un bosque, aunque forma matorrales en los bordes de los bosques abiertos.
La corteza es marrón oscura con lenticelas amarillas. Las hojas son oblanceoladas a obovadas, de unos 12 mm por 6 mm, con el ápice acuminado, glabras por encima, gruesas, con margen crenado dentado, de color verde oscuro, tornando amarillo en el otoño, y con un corto peciolo .
Las flores son blancas, hermafroditas en umbelas . Son polinizadas por las abejas. La planta florece en mayo. El fruto es de color rojo claro a oscuro, globoso a piriforme, de alrededor de 8.25 mm de diámetro, la maduración en agosto. El sabor es agridulce.

## Distribución
Prunus fruticosa se distribuye por Ciscaucasia, Siberia occidental, Kazajistán, Xinjiang China, Rusia occidental, Ucrania, Polonia, República Checa, Alemania, Bielorrusia, Moldavia, Bulgaria, Rumania, Hungría, Austria, e Italia.

## Usos
Como una cereza con sabor agrio, la fruta se utiliza en la cocina, para las mermeladas y jaleas. Tiene usos medicinales como astringente.
Las flores son la base de la apicultura como planta melífera.
Prunus fruticosa es plantada para la estabilización del suelo en un hábitat abierto.

### Cultivo
Prunus fruticosa se siembra en setos como una pantalla de planta ornamental para la privacidad y la protección contra el viento, y como una planta huésped para las abejas y otros insectos benéficos y aves. El arbusto tiene una extensa red de raíces penetrantes que son útiles para la estabilización de suelos en los paisajes diseñados y proyectos para la restauración del hábitat.
La resistencia de Prunus fruticosa es una cualidad deseable en el injerto y la producción de cultivares hortícolas. Se injerta en Prunus avium, formando redondeados árboles altos.

## Taxonomía
Prunus fruticosa fue descrita por Peter Simon Pallas y publicado en Flora Rossica 1: 19, en el año 1784.
Etimología
Prunus: nombre genérico que proviene de un antiguo nombre griego (προύνη), y luego latino (prūnus, i) del ciruelo. Ya empleado por, entre otros, Virgilio (G. 2, 34) y Plinio el Viejo (13, XIX, 64)
fruticosa: epíteto latíno que significa "arbustivo"
Sinonimia
- Prunus chamaecerasus Jacq.
- Cerasus fruticosa Pall.[12]